# Приуральский (Челябинская область)
Приуральский — упразднённый посёлок в Агаповском районе Челябинской области. Бывший административный центр Приуральского сельского поселения. Исключен из учётных данных в 2004 г., включен в состав г. Магнитогорска.

## География
Располагался на у юго-западной оконечности Заводского пруда.

## Население
| 1970 | 1977  | 1983  | 1995  | 2002  |
| ---- | ----- | ----- | ----- | ----- |
| 523  | ↗1005 | ↗1387 | ↗2014 | ↗2219 |

По данным переписи 2002 г. в посёлке проживало 2219 человек, в том числе 1054 мужчины и 1165 женщин.